# Epidapus ignavus
Epidapus ignavus är en tvåvingeart som först beskrevs av Franz Lengersdorf 1941.  Epidapus ignavus ingår i släktet Epidapus och familjen sorgmyggor.
Artens utbredningsområde är Österrike. Inga underarter finns listade i Catalogue of Life.